# Бураниха
Бураниха — река в России, протекает по Калманскому району Алтайского края. Устье реки находится в 3466 км от устья по левому берегу реки Обь. Длина реки составляет 17 км, площадь водосборного бассейна 92 км².

## Данные водного реестра
По данным государственного водного реестра России относится к Верхнеобскому бассейновому округу, водохозяйственный участок реки — Обь от слияния рек Бия и Катунь до города Барнаул, без реки Алей, речной подбассейн реки — бассейны притоков (Верхней) Оби до впадения Томи. Речной бассейн реки — (Верхняя) Обь до впадения Иртыша.